# 三瀬幸司
三瀬 幸司（みせ こうじ、1976年3月11日 - ）は、香川県観音寺市出身の元プロ野球選手（投手）。左投左打。現在は中日ドラゴンズのスカウトを務めている。

## 来歴

### プロ入り前
香川県立観音寺第一高等学校入学時は外野手であったが、当時の監督に勧められ投手に転向。岡山理科大学は中国地区大学野球連盟の二部リーグで、本人曰く「うちの高校のほうが強いんじゃないかというぐらいのチーム」だった。当時は全くの無名選手だったため、高校は一般入試で、大学は野球とは関係ない指定校推薦でそれぞれ入学している。2年秋には2部リーグ優勝でMVP、ベストナインを獲得して3年からは主将も務めるとその春も優勝したがいずれも入替戦で敗れた。
大学卒業後は野球をやめるつもりで就職活動をしていたが、父親の知り合いの紹介で社会人野球のNTT四国のテストを受け高評価を得る。しかしこの年のNTT四国は既に新人の枠が一杯だったため、まだ枠に余裕のあったNTT中国を紹介され、1998年にNTT西日本に入社。翌1999年に同チームが「NTT西日本中国野球クラブ」としてクラブチーム化されて以後も活動を続けた。当時NTT中国の本拠地は広島市民球場の隣であったが、広島東洋カープのスカウトが見に行った試合はいつも打たれたため、スカウトの目に留まることは無かった。
2002年は都市対抗野球に協和発酵の補強選手で先発も敗戦。2003年、この年限りでの休部が決まっていたNTT西日本中国クラブのエースとして、都市対抗野球中国地区第1代表を獲得。1回戦（対大阪ガス戦）に先発し敗戦投手になったが、キレのある変化球に数球団のスカウトが注目した。しかし当時、プロ野球のスカウトの間では「三瀬はNTT西日本に移籍する」と言われていたため、プロからの誘いは（後述のダイエーを除き）来ることはなかったという。
本人は「休部を機に社会人野球をやめて草野球でもやろう」というつもりだったというが、本人の意向を知った福岡ダイエーホークスから「辞める前に試しにテストを受けてはどうか」との誘いがあり、入団テストで当時の投手コーチだった尾花高夫らから高評価を受ける。同年秋のドラフト会議で同球団から7巡目指名を受けて入団。28歳でのプロ入りだった。

### ダイエー・ソフトバンク時代

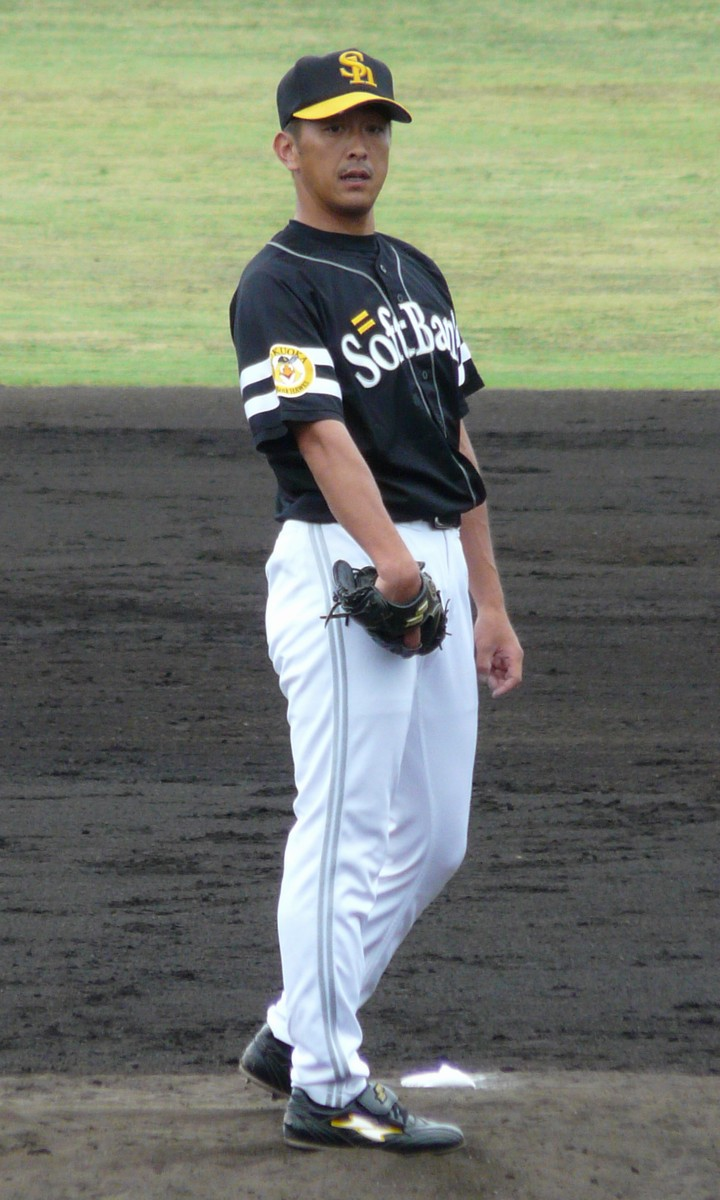
ソフトバンク時代

2004年、新人ながらチーム事情により抑えを任されオールスターゲームに監督推薦で出場。最終的に横山道哉と並び32セーブポイントで最優秀救援投手、城島健司と共に最優秀バッテリー賞を獲得。新人での最優秀救援投手は与田剛（1990年）以来2人目（左腕では初）。新人での最優秀バッテリー賞受賞は史上唯一。新人王にも選出され、28歳7ヶ月での受賞はパ・リーグ最年長受賞者となった。またダイエーとしては前年の和田毅に続く2年連続の同賞受賞となった。チームはシーズンを勝率1位で通過したため、プレーオフに出場。西武ライオンズとのプレーオフでは第1戦を8回の1イニングを無失点、第4戦でプレーオフ初セーブを記録した。第5戦では延長10回から登板したが犬伏稔昌に勝ち越しの犠飛を打たれ、これが決勝点となりチームは敗退した。
2005年は開幕から好調で、4月22日の西武戦で10セーブを挙げた。開幕から24試合目での2桁セーブ到達はプロ野球史上最速記録となった。しかし5月1日の千葉ロッテマリーンズ戦で調整登板をした際に、ベニー・アグバヤニに3点本塁打を浴びてシーズン初失点を喫すると、以後は投球が乱れるケースが増加。さらに6月2日の阪神タイガース戦では9回裏に金本知憲に頭部死球を与え危険球退場。7月4日の東北楽天ゴールデンイーグルス戦では10球連続ボールを含む3連続四球と大乱調で二軍降格となった。その後は昇格するも、馬原孝浩が抑えに抜擢されたため、自身は中継ぎとなった。18セーブを記録したが防御率は4点台だった。
2006年も前年途中の配置転換から変わらず中継ぎとなった。40試合に登板したが防御率4.68となった。
2007年は28試合の登板に終わるなど、二軍で過ごすことが多かったが、防御率は2.45だった。
2008年はチーム最多の44試合に登板したが、約4分の3が負け試合での登板だった。
2009年も自己最少の17試合登板に終わり、防御率は6点台だった。

### 中日時代
2010年は開幕から6試合のみの登板に留まっていたところ、6月24日、清水将海との交換トレードで中日ドラゴンズへ移籍。移籍後に一軍登録され、中継ぎで登板するも結果が出ずにその後は二軍生活であったが、クライマックスシリーズより一軍に合流し、日本シリーズでも有資格者に選ばれて日本シリーズ初登板を果たした。
2011年は、開幕一軍入りを果たす。6月5日の対ロッテ戦（ナゴヤドーム）では移籍後初、2008年以来3年ぶりの勝利を飾るもその後は不調で二軍降格。7月に復帰するとその後は一軍に留まり計44試合に出場、ホールド数は2005年と2006年に記録した11ホールドに次ぐ7ホールドを記録した。
2012年はキャンプ中に左肘に違和感を覚え、3月に関節遊離体除去・肘関節形成の手術を受けた。シーズン終盤の9月25日に一軍復帰した。
2013年は20試合の登板に留まった。
2014年9月25日、球団から引退が発表された。その後の引退会見においてGMの落合博満からは慰留を受けたものの、春先から肩の状態が思わしくなかったことが引退の理由であると述べている。10月1日の対DeNA戦（ナゴヤドーム）を引退試合として、同じくこの年限りで現役引退する鈴木義広、小林正人と共に登板し、7回二死から登板し、筒香嘉智から空振り三振を奪った。最終的にこの引退試合が同年唯一の1軍登板だった。試合後のセレモニーでは「本当にいい野球人生だったと思います」とあいさつした。

### 引退後
2015年より中日球団のスカウトに就任。九州地区の担当として活動している。スカウト1年目に担当した福敬登がドラフト指名されたが、以降担当選手の指名は2021年の石森大誠まで7年間なかった。

## 人物
愛称は、名前から三瀬店長（三瀬→店）。また、初のお立ち台で「毎日沢山の皆様にお越し頂きまして、ありがとうございます!」と店長のようなコメントをした事も、愛称の由来の一つである。
プロ入り前は阪神ファンであった（岡山理科大学時代に「三瀬君のページ がんばれ阪神Tigers」という名でホームページを作成していた）。
契約更改は基本的に一発サイン。増額なら感謝を述べ、減俸では自分の成績への反省の弁を述べる。
ダイエー時代にバッテリーを組んだ城島健司とは、城島がメジャーリーグに移籍した後も交友が続いており、現役の頃はオフシーズンの自主トレーニングを合同で行っていた（同郷で2010年より同僚である鈴木義広を誘った事もある）。また城島の影響で釣り（特に磯釣り）を趣味とするようになり、2011年には福岡市の釣具メーカー「AURA」の商品カタログに後輩の攝津正とともに登場している。
大塚愛のアレンジャーとして知られるIkoman（生駒龍之介）とは、高校時代の同級生である。

## 詳細情報

### 年度別投手成績
| 年 度      | 球 団                 | 登 板 | 先 発 | 完 投 | 完 封 | 無 四 球 | 勝 利 | 敗 戦 | セ 丨 ブ | ホ 丨 ル ド | 勝 率 | 打 者 | 投 球 回 | 被 安 打 | 被 本 塁 打 | 与 四 球 | 敬 遠 | 与 死 球 | 奪 三 振 | 暴 投 | ボ 丨 ク | 失 点 | 自 責 点 | 防 御 率 | W H I P |
| ---------- | --------------------- | ----- | ----- | ----- | ----- | -------- | ----- | ----- | -------- | ----------- | ----- | ----- | -------- | -------- | ----------- | -------- | ----- | -------- | -------- | ----- | -------- | ----- | -------- | -------- | ------- |
| 2004       | ダイエー ソフトバンク | 55    | 0     | 0     | 0     | 0        | 4     | 3     | 28       | --          | .571  | 279   | 67.2     | 47       | 6           | 19       | 2     | 9        | 71       | 3     | 0        | 28    | 23       | 3.06     | 0.98    |
| 2005       | ダイエー ソフトバンク | 54    | 0     | 0     | 0     | 0        | 2     | 2     | 18       | 11          | .500  | 191   | 45.2     | 30       | 8           | 20       | 1     | 7        | 45       | 0     | 0        | 24    | 24       | 4.73     | 1.09    |
| 2006       | ダイエー ソフトバンク | 40    | 0     | 0     | 0     | 0        | 1     | 3     | 1        | 11          | .250  | 130   | 32.2     | 26       | 2           | 9        | 4     | 2        | 15       | 0     | 0        | 17    | 17       | 4.68     | 1.07    |
| 2007       | ダイエー ソフトバンク | 28    | 0     | 0     | 0     | 0        | 0     | 1     | 0        | 4           | .000  | 75    | 18.1     | 12       | 1           | 5        | 0     | 5        | 17       | 0     | 0        | 6     | 5        | 2.45     | 0.93    |
| 2008       | ダイエー ソフトバンク | 44    | 0     | 0     | 0     | 0        | 2     | 1     | 0        | 5           | .667  | 145   | 35.0     | 28       | 5           | 14       | 0     | 2        | 25       | 3     | 0        | 16    | 16       | 4.11     | 1.20    |
| 2009       | ダイエー ソフトバンク | 17    | 0     | 0     | 0     | 0        | 0     | 1     | 0        | 0           | .000  | 92    | 20.0     | 26       | 1           | 8        | 1     | 0        | 19       | 2     | 0        | 14    | 14       | 6.30     | 1.70    |
| 2010       | ダイエー ソフトバンク | 6     | 0     | 0     | 0     | 0        | 0     | 0     | 0        | 0           | ----  | 19    | 3.1      | 6        | 0           | 3        | 0     | 0        | 2        | 1     | 0        | 5     | 4        | 10.80    | 2.73    |
| 2010       | 中日                  | 6     | 0     | 0     | 0     | 0        | 0     | 1     | 0        | 1           | .000  | 18    | 3.0      | 5        | 0           | 4        | 0     | 0        | 3        | 0     | 0        | 5     | 5        | 15.00    | 3.00    |
| '10計      | 中日                  | 12    | 0     | 0     | 0     | 0        | 0     | 1     | 0        | 1           | .000  | 37    | 6.1      | 11       | 0           | 7        | 0     | 0        | 5        | 1     | 0        | 10    | 9        | 12.79    | 2.84    |
| 2011       | 中日                  | 44    | 0     | 0     | 0     | 0        | 1     | 1     | 0        | 7           | .500  | 149   | 35.1     | 38       | 0           | 7        | 0     | 3        | 25       | 0     | 1        | 17    | 16       | 4.08     | 1.27    |
| 2012       | 中日                  | 2     | 0     | 0     | 0     | 0        | 0     | 0     | 0        | 1           | ----  | 12    | 3.0      | 3        | 0           | 0        | 0     | 0        | 5        | 0     | 0        | 0     | 0        | 0.00     | 1.00    |
| 2013       | 中日                  | 20    | 0     | 0     | 0     | 0        | 1     | 0     | 0        | 4           | 1.000 | 78    | 20.1     | 15       | 2           | 5        | 0     | 0        | 14       | 0     | 0        | 4     | 4        | 1.77     | 0.98    |
| 2014       | 中日                  | 1     | 0     | 0     | 0     | 0        | 0     | 0     | 0        | 1           | ----  | 1     | 0.1      | 0        | 0           | 0        | 0     | 0        | 1        | 0     | 0        | 0     | 0        | 0.00     | 0.00    |
| 通算：11年 | 通算：11年            | 317   | 0     | 0     | 0     | 0        | 11    | 13    | 47       | 45          | .458  | 1189  | 284.2    | 236      | 25          | 94       | 8     | 28       | 242      | 9     | 1        | 136   | 128      | 4.05     | 1.16    |

- 各年度の太字はリーグ最高
- ダイエー（福岡ダイエーホークス）は、2005年にソフトバンク（福岡ソフトバンクホークス）に球団名を変更

### タイトル
- 最優秀救援投手：1回 （2004年）

### 表彰
- 新人王 （2004年）　※セーブ王との同時受賞は他に平井正史のみ
- 最優秀バッテリー賞：1回 （2004年 捕手：城島健司）　※新人選手の選出は唯一

### 記録
初記録
- 初登板：2004年3月28日、対オリックス・ブルーウェーブ2回戦（福岡ドーム）、7回表に4番手で救援登板、1回無失点
- 初奪三振：同上、7回表に後藤光尊から空振り三振
- 初セーブ：2004年4月12日、対大阪近鉄バファローズ4回戦（福岡ドーム）、8回表1死に3番手で救援登板・完了、1回2/3を無失点
- 初勝利：2004年5月9日、対オリックス・ブルーウェーブ7回戦（福岡ドーム）、8回表2死に2番手で救援登板・完了、1回1/3を3失点
- 初ホールド：2005年6月22日、対東北楽天ゴールデンイーグルス8回戦（フルキャストスタジアム宮城）、7回裏1死に4番手で救援登板、1回1/3を1失点

その他記録
- オールスターゲーム出場：1回 （2004年）
- シーズン28セーブ（2004年、パ・リーグ新人記録）

### 背番号
- 57 （2004年 - 2010年途中）
- 39 （2010年途中 - 2014年）